# Pius Thomas D’Souza
Pius Thomas D’Souza (* 4. Mai 1954 in Bantwal, Karnataka) ist ein indischer Geistlicher und emeritierter römisch-katholischer Bischof von Ajmer.

## Leben
Pius Thomas D’Souza empfing am 28. März 1982 das Sakrament der Priesterweihe für das Bistum Lucknow. Mit der Errichtung des Bistums Bareilly am 19. Januar 1989 wurde er in dessen Klerus inkardiniert.
Am 4. November 2012 ernannte ihn Papst Benedikt XVI. zum Bischof von Ajmer. Der Apostolische Nuntius in Indien und Nepal, Erzbischof Salvatore Pennacchio, spendete ihm am 18. Januar des folgenden Jahres die Bischofsweihe; Mitkonsekratoren waren Albert D’Souza, Erzbischof von Agra, und Ignatius Menezes, Altbischof von Ajmer.
Am 23. März 2024 stellte ihm Papst Franziskus mit dem emeritierten Bischof von Jaipur, Oswald Lewis, einen Apostolischen Administrator sede plena zur Seite, womit seine Jurisdiktion ausgesetzt wurde. Am 1. Juni 2024 nahm der Papst seinen vorzeitigen Rücktritt an.